# Acacia senegal
Acacia senegal este un mic acacia foios mai cunoscut sub numele Rudrasksha, Acacia de cauciuc, Copac arabic de cauciuc, Copac senegalez de cauciuc. Este originar din zona semideșertică a Africii sub Sahara, ca și din Oman, Pakistan și nord-vestul Indiei. Copacii din această specie cresc între  5–12 m, cu un trunchi în diametru de până la 30 cm.

## Furaj
Scoarța nouă este utilizată în special ca furaj.

## Mâncare
Semințele uscate sunt comestibile.

## Cauciuc arabic
Acacia senegal produce cauciuc arabic, care este folosit ca adititiv în mâncare, cosmetică și la meșteșuguri. Cauciucul este selecționat din tăieturile din scoarță, și un singur copac poate produce 200-300 grame. 70% din procentul de cauciuc arabic este produs în Sudan.

## Uz medicinal
Cauciucul este folosit pentru tratarea pielii inflamate. Este folosit ca astringent, fiind bun în tratarea sângerării, bronșitei și a unor infecții ale tractului respirator.

## Frânghii
Din rădăcinile care sunt aproape de suprafață se fabrică frânghii și corzi foarte rezistente. Și scoarța copacului este folosită în același scop.

## Lemn
Lemnul este folosit pentru unelte.